# 코뮌 (공동체)

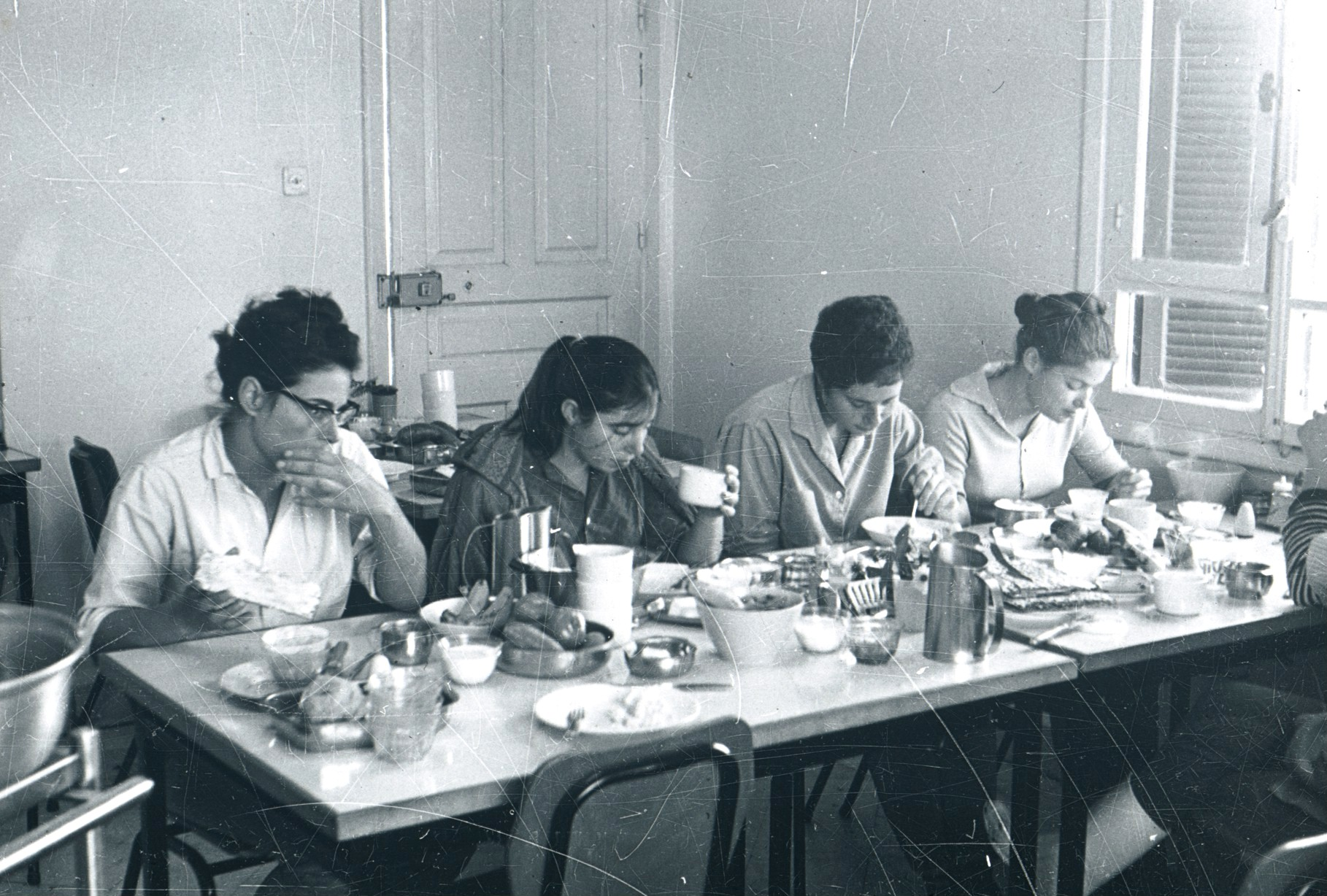

코뮌은 사람들이 의도적으로 모여 함께 살며 공동의 이익, 재산, 소유, 자원(일부 코뮌에서는 노동과 수입까지)을 공유하는 공동체이다. 많은 코뮌에서는 공동체 경제 뿐만 아니라 합의를 통한 의사 결정, 위계가 없는 사회 구조, 환경 친화적인 삶을 핵심 원칙으로 삼는다. 뉴욕 타임즈의 앤드류 제이콥스에 따르면 많은 사람들의 착각과 달리 "90년대 코뮌의 거의 대부분은 자유연애주의를 표방하는 히피들의 피난처가 아니라 체계적이고 경제적 능력이 있는 협동조합이었고, 사이키델릭이 아니라 실용주의가 주관하는 곳이었다."고 한다.
공산주의 정치 이론에서 다루는 보다 큰 규모의 정치 단체인 공산주의 코뮌과는, 유사하지만 분명히 구별되는 사회 조직이다.